# Dorami-chan: Hello kyōryū kids!!
Dorami-chan: Hello kyōryū kids!! è un cortometraggio de Doraemon del 1993 diretto da Keiichi Hara. Con protagonista Dorami, è inedito in Italia.

## Trama
Per scoprire se gli uccelli derivano veramente da alcune specie di dinosauri, Dorami usa la macchina del tempo per viaggiare dal XXII secolo fino alla Preistoria, insieme a Sewashi e ai discendenti di Gian e Suneo. Giunti nel passato, oltre ad avvalorare la loro tesi, dovranno però fare i conti anche con alcune specie di dinosauri molto pericolose.

## Sigla
| Posizione         | Titolo             | Autore        |
| ----------------- | ------------------ | ------------- |
| Sigla di apertura | Hello! Dorami-Chan | Yamano Satako |

## Distribuzione
Il cortometraggio è stato proiettato nei cinema giapponesi il 6 marzo 1993, insieme a Doraemon: Nobita to buriki no labyrinth.
Il titolo internazionale del cortometraggio è Hello, Dynosis Kids.